# Simultagnosia dorsal
Simultagnosia dorsal es una patología neurológica que presenta la incapacidad de ver más de un objeto a la vez, de reconocer y clasificar objetos cuando aparecen juntos aunque puedan ser reconocidos cuando aparecen separados. Los pacientes con simultagnosia dorsal tienen una experiencia visual fragmentada, miran, pero no ven  y son incapaces de percibir el significado de varias cosas juntas, aunque pueden describir esos elementos aislados. Estos pacientes no pueden ver más de un objeto a la vez. Por ejemplo, cuando se les presenta una imagen con varios componentes sólo pueden señalar una cosa a la vez. Cuando su atención se desvía hacia el segundo objeto, entonces pueden identificar sólo ese objeto y todo los demás desaparece para ellos.

## Definición
La simultagnosia dorsal es una patología neurológica que produce la incapacidad de ver más de un objeto a la vez aunque puedan ser reconocidos cuando aparecen separados. Los pacientes con simultagnosia dorsal miran, pero no ven y son incapaces de percibir el significado de varias cosas juntas, aunque pueden describir esos elementos aislados. Estos pacientes no pueden ver más de un objeto a la vez.
Por ejemplo, cuando se les presenta una imagen con varios componentes sólo pueden señalar una cosa a la vez. Cuando su atención se desvía hacia el segundo objeto, entonces pueden identificar sólo ese objeto y todo los demás desaparece para ellos. Estos pacientes suelen tener dificultades para leer, ya que la lectura implica ver más de una palabra a la vez. También son pacientes que suelen chocarse con los objetos que están cerca, con las puertas o las sillas.

## Etiología
La simultagnosia dorsal puede aparecer como consecuencia de un accidente cerebrovascular o de una enfermedad neurodegenerativa.
La simultagnosia dorsal suele estar asociada a lesiones en el córtex occipitotemporal bilateral. Está relacionada con una incapacidad para mantener la atención visoespacial a través de un conjunto y se debe a una lesión neurológica.